# Peraiocynodon inexpectatus
Il peraiocinodonte (Peraiocynodon inexpectatus) è un mammaliaforme estinto, appartenente ai docodonti. Visse nel Cretaceo inferiore (circa 140 milioni di anni fa) e i suoi resti fossili sono stati ritrovati in Europa.

## Descrizione
Questo animale è noto solo per mandibole e denti isolati, ed è quindi impossibile ricostruirne l'aspetto. Dal raffronto con i fossili di forme più note come Docodon o Haldanodon, si suppone che Peraiocynodon fosse vagamente simile a un toporagno o a una talpa. L'olotipo della specie Peraiocynodon inexpectatus è una mandibola con quattro denti, molto simile a quella di Docodon e probabilmente appartenuta a un esemplare giovane. Secondo Butler (1939) la dentatura era costituita da denti da latte. I molari erano relativamente stretti e allungati rispetto ai molari permanenti di Docodon. 

## Classificazione
Peraiocynodon inexpectatus venne descritto per la prima volta nel 1928 da George Gaylord Simpson, sulla base di una mandibola isolata rinvenuta nella zona di Durlston Bay, in Inghilterra meridionale, in terreni risalenti all'inizio del Cretaceo (Berriasiano). Nel 2003 è stata descritta un'altra specie, P. major, nota solo per denti isolati rinvenuti nei pressi di Kirtlington (Inghilterra meridionale) in terreni molto più antichi risalenti al Giurassico medio (Batoniano); nel 2004, tuttavia, questa specie è stata attribuita al genere Krusatodon (Averianov, 2004).
Peraiocynodon è un membro dei docodonti, un gruppo di mammaliaformi specializzati tipici del Giurassico e del Cretaceo, molto diversificati. Peraiocynodon, in particolare, sembrerebbe essere stato molto simile al genere tipo, Docodon, e molti autori hanno lo hanno indicato come sinonimo di quest'ultimo genere. Se i denti presenti nella mandibola di P. inexpectatus fossero a tutti gli effetti denti da latte, Peraoicynodon potrebbe essere un sinonimo di Docodon o un esemplare giovane di un docodonte non ancora noto allo stadio adulto.